# كارول (فلم)
كارول (بالإنجليزية: Carol) هو فيلم دراما رومنسي تم إنتاجه في المملكة المتحدة والولايات المتحدة وصدر في سنة 2015. الفيلم من إخراج تود هينز من بطولة كيت بلانشيت وروني مارا وسارة بولسون وكايل تشاندلر. الفيلم مأخوذ من رواية أميرة الملح للروائية الأمريكية باتريشا هايسميث.
نال الفيلم على 9 ترشيحات لجوائز بافتا.

## القصة
قصة امرأة متزوجة تقع في حب بائعة بمتجر -الممثلة روني مارا- خلال حقبة الخمسينيات بمدينة نيويورك.

## الميزانية والإيرادات
بلغت تكلفة إنتاج الفيلم حوالي 11.8 مليون دولار بينما حقق إيرادات تقدر بـ40 مليون دولار.

## وصلات خارجية
- مقالات تستعمل روابط فنية بلا صلة مع ويكي بيانات